# Meister mit der Lilie
Als Meister mit der Lilie wird ein Zinngießer bezeichnet, der ab der Mitte des 17. Jahrhunderts in Nürnberg tätig war.  Außer dem  aufgeschlagenen Nürnberger  Stadtwappen als Herkunftsgarantie und Zinnmarke verwendeten die Nürnberger Zinngießer in der Regel noch keine individuellen Meistermarken bei ihren teilweise sehr kunstvollen Werken, einige wenige der im 17. Jahrhundert arbeitenden Gießer setzten jedoch mitgegossene oder ebenfalls aufgeschlagene Beizeichen wie der Meister mit der Lilie eine Lilie; diese gab ihm seinen Notnamen. Beispiele des Werkes des Handwerkers befinden sich in der Sammlung des Germanischen Nationalmuseums in Nürnberg und in Privatbesitz.